# 葉月抹茶
葉月 抹茶（はづき まっちゃ、1990年8月13日 - ）は、日本の女性漫画家、漫画原作者。血液型はO型。
名前（ペンネーム）の由来は、「8月生まれで葉月という言葉の響きや字が好きで、抹茶や自然とか和の雰囲気とかも好きなので」とのこと。

## 来歴
『ガンガンパワード』2008年8月号の勝ち抜き投稿企画「4ページで4コママンガをやってみないか？」に投稿した『旭川高校野球部』が採用され、商業誌初掲載となる。同誌2008年12月号の同企画に投稿した『君と紙ヒコーキと。』で再び採用され、この作品で3号連続勝ち抜きを達成して読み切り掲載権を獲得した。しかし、同誌の休刊に伴い掲載権が行使されなかったため、代替措置を兼ねて『ガンガンONLINE』の読者投票「ルーキーズフェスト!! -2009 Winter-」へのエントリー（『ガンガンパワード』掲載分12ページの再録と描き下ろし13ページ）を経て、『ガンガンONLINE』2010年4月8日更新分より連載が開始された。
『君と紙ヒコーキと。』の連載終了後、『月刊ガンガンJOKER』2012年2月号より『一週間フレンズ。』を連載開始。累計発行部数が170万部を突破する代表作となり、アニメ化や舞台化、実写映画化などのメディアミックス展開が行われた。また、同誌2021年5月号からは、主人公達の高校卒業後を描いた『その後の一週間フレンズ。』が連載開始された。

## 作品リスト

### 連載
- 君と紙ヒコーキと。（『ガンガンONLINE』2010年4月8日 - 9月23日、スクウェア・エニックス、全1巻）
- 一週間フレンズ。（『月刊ガンガンJOKER』2012年2月号[4] - 2015年2月号[5]、スクウェア・エニックス、全7巻）
  - その後の一週間フレンズ。（『月刊ガンガンJOKER』2021年5月号[3] - 連載中）
- 僕が僕であるために。（『月刊ガンガンJOKER』2015年11月号[6] - 2020年9月号[7]、スクウェア・エニックス、全9巻）

### 漫画原作
- 君と紙ヒコーキと。回（『ガンガンJOKERおまけ』、スクウェア・エニックス、作画：片桐辺、全2巻）